# Floorball Verband Berlin-Brandenburg
Der Floorballverband Berlin-Brandenburg e. V. (Markenname: FloorballBB; Abkürzung: FVBB) ist der Floorball-Verband der Bundesländer Berlin und Brandenburg. FloorballBB ist Mitglied im Floorball-Verband Deutschland.

## Zweck des Verbandes
Der Zweck des Floorballverbands Berlin-Brandenburg ist die regionale und überregionale Förderung des Floorball-Sports sowie der damit verbundenen körperlichen Betätigung. Zu den Aufgaben gehören die Organisation eines Spielbetriebes und die Durchführung regionaler Vergleichswettkämpfe. Der FVBB unterstützt Sportvereine und -abteilungen sowie Schulen und Hochschulen, die aktiv die Sportart Floorball betreiben. Er ist für die Verbreitung des Sports Floorball an Schulen und Universitäten sowie Sportverbänden und anderen Institutionen da. Der FVBB ist auch für die Förderung des Leistungs- und Breitensports sowie des Jugend- und Schulsports zuständig. Ebenso obliegt ihm, mit dem Landessportbund Berlin, dem Landessportbund Brandenburg sowie dem Floorball-Verband Deutschland e. V. zusammenzuarbeiten.

## Mitglieder
Folgende 19 Vereine sind Mitglied im Floorballverband Berlin-Brandenburg:
Berlin
- Berlin Broilers 04
- Berliner Floorball Klub
- Berlin Rockets
- Berliner Turnerschaft Korporation Turn- und Sportverein
- Eisbären Juniors Berlin
- Floorball Team Charlottenburg
- Floorball Turtles Berlin
- SC Siemensstadt
- Spiel- und Sport Verein Rapid
- TuS Hohenschönhausen 1990
- UHC Berlin
- VfL Tegel 1891
- Zehlendorfer TSV von 1888
- Karower Dachse

Brandenburg
- SV Grün-Weiß Letschin
- RSV Mellensee 08
- FBC Potsdam
- SC Potsdam
- TSV Rangsdorf 2004
- Spreewälder Löwen

Mecklenburg-Vorpommern
- Pommerhoc Greifswald

## Geschichte des FVBB
Nachdem sich im Jahr 1996 die ersten Berliner Floorball-Vereine gegründet hatten, dauerte es 10 Jahre bis zur Gründung der Berlin-Brandenburgischen Unihockey Vereinigung e. V. (BBUV) im Jahr 2006. Auf der ersten Versammlung verabschiedeten die zehn Gründungsmitglieder die Satzung des Verbandes, die als Vereinszweck die Förderung der Sportart Floorball (damals „Unihockey“) vorschreibt. Noch im selben Jahr gründete sich auf Initiative von Jan Kratochvil das Floorball-Fachmagazin FloorballMag (damals noch UnihockeyMag). Seit der ersten Printausgabe, die im Januar 2007 erschien, veröffentlicht das Magazin monatlich eine neue Ausgabe. Das eigenständige Projekt wurde zu einem der größten Vorhaben der BBUV.
Ein weiterer Meilenstein, den der Verband im Jahr 2007 erreichte, ist die Gründung der ersten Kinder-Liga, bestehend aus sieben Teams aus vier Vereinen. Von da an wuchsen die Mitgliederzahlen des Verbandes stetig, neue Teams nahmen den Spielbetrieb auf, neue Vereine traten bei und neue Spielklassen wurden gegründet. Im Jahr 2008 überführte der Verbandspräsident Adrian Mühle das Floorball-Sommercamp in die Organisation der BBUV, unter deren Verantwortung das Camp zu einem Vorzeigeprojekt wurde. Schon im selben Jahr konnte das Camp mit 100 Teilnehmern einen Rekord verzeichnen, was in den folgenden Jahren dazu ermutigte, mehrere Camps zu veranstalten.
Nicht nur die erste Teilnahme eines Berliner Teams an den nationalen Pokalfinals durch die SG BAT Berlin im Jahr 2009 zeigt, wie gut sich die Sportart in der Region etablierte, sondern auch die Präsenz der Sportart an der Universität Potsdam und der Humboldt-Universität zu Berlin, die im Laufe des neu angebrochenen Jahrzehnts ausgebaut wird. Ab 2010 heißt die Sportart auch in Berlin offiziell Floorball, nachdem man sich 2009 im Dachverband Floorball Deutschland auf die internationale Bezeichnung geeinigt hatte. Der Verband trägt nun den Namen Floorball Verband Berlin-Brandenburg e. V. (FVBB).
Unter diesem Namen tritt der Verband hintereinander den Landessportbünden in Berlin und Brandenburg bei. 2013 erkannte der Berliner Senat die Förderwürdigkeit des Verbandes an. Dieser entwickelte fortan nicht nur im Bereich seiner Mitgliederzahlen, sondern legte sein Augenmerk mehr und mehr auf die Organisation und die Qualitätssicherung seiner Arbeit. So stellte er 2014 erstmals eine Landesauswahl zum Zweck der Jugendförderung zusammen und baute nach und nach Kommissionen, welche unterschiedliche Wirkungsbereiche des Verbandes unterstützen, aus Ehrenamtlichen auf. 2016 stellte der FVBB erstmals eine Freiwilligendienstlerin ein. Dieses Modell sollte sich in den nächsten Jahren bewähren. Zusammen mit dual Studierenden sind Freiwilligendienstler heute wichtiger Bestandteil des Mitarbeiterstabs. Ein großer Teil davon arbeitet für die Geschäftsstelle, welche besonders gegen Ende der 2010er Jahre nach und nach aufgebaut wurde und inzwischen das Herzstück der Verbandsarbeit bildet. 2019 führte Präsident Mühle die Scrum-Arbeitstechnik ein, die vor allem in der dezentralen Geschäftsstelle für ein effizientes Arbeiten sorgen soll. Im Jahr darauf baute der Vorstand die Geschäftsstelle auf eine Stärke von sieben Mitarbeitenden aus.
Wegen der Corona-Krise konnte das bisher größte Projekt des Verbandes nicht stattfinden: das Final 4 des nationalen Pokalwettbewerbes sollte, nachdem es 2018 schon einmal vor mehr als 2000 Zuschauern in Berlin ausgetragen wurde, in der großen Max-Schmeling-Halle stattfinden. Zunächst wurde das für 2020 geplante Event mehrmals verschoben, schließlich im Frühjahr 2021 jedoch nach Absprache mit Floorball Deutschland endgültig abgesagt. Durch die Absage des Großprojektes konnte der Verband allerdings mehr Energie in die eigene Entwicklung stecken. Im Mittelpunkt der Bemühungen lag die Frage nach dem öffentlichen Auftreten. Um dieses zu organisieren, wurde im Sommer 2020 die Marketing- und Öffentlichkeitsarbeitsabteilung gegründet. Zum Jahreswechsel 2020/2021 folgte ein Rebranding des Verbandes, der fortan FloorballBB heißt, und ein damit verknüpfter Relaunch der Website.

## Projekte
FloorballBB veranstaltet verschiedene Projekte zur Förderung der Sportart Floorball, insbesondere im Jugendbereich.

### Floorball Sommercamp
Das Floorball Sommercamp ist das erfolgreichste Projekt von FloorballBB. Es findet jährlich und mitunter in mehreren Durchgängen statt. Das Konzept der Camps ist eine Mischung aus Trainings- und Feriencamp: während ein Teil der Teilnehmenden eine Trainingseinheit absolviert, die in der Regel durch hochklassige Floorballspieler oder -trainer geleitet wird, verteilt sich der andere Teil auf verschiedene Kurse. Das Kurssystem umfasst sportliche Aktivitäten wie auch solche, bei denen nicht der Sport, sondern Abenteuer, Weiterbildung und Erholung im Zentrum stehen. Immer wieder sorgen externe Kursleiter mit besonderen Qualifikationen für Highlights wie beispielsweise Jonglier- oder Lötkurse.

### Floorballmagazin
Das Floorballmagazin ist ein Onlinemedium, das auf einer Initiative innerhalb von FloorballBB im Jahr 2006 basiert. Bis 2012 lag die Schirmherrschaft über das Magazin beim Verband. Dann wurde das Magazin an Jan Kratochvil und Tom Nebe und ihre Mikroverlag Karatochvil / Nebe GbR übergeben. Der Verlag entwickelte das Produkt zu dem auflagenstärksten Floorball-Fachmagazin Deutschlands. 2020 wurde das Online-Magazin an Janek Wöbke übergeben.

### Spielemobil KIDZ
Das Spielemobil KIDZ ist ein Projekt von FloorballBB mit dem Zweck, die Sportart Floorball bekannter zu machen und zu verbreiten, indem es Floorball- und Spielmaterialien für eine möglichst breite Masse an Kindern zugänglich macht. Es ist mietbar für Vereine, Schulen, Events und Projekte und wird von Mitarbeitenden des Verbandes an den vereinbarten Ort geliefert und von dort wieder abgeholt.